# Чемпіонат Німеччини з хокею 1965—1966
Чемпіонат Німеччини з хокею 1966 — 49-ий регулярний чемпіонат Німеччини з хокею, чемпіоном став Бад Тельц.
Відповідно до регламенту змагань, чемпіонат пройшов у два етапи, на першому клуби зіграли у два кола та були розбиты на дві групи, перша розіграла медалі, друга виявила клуб який покинув Бундеслігу.

## Підсумкова таблиця
| М   | Команда          | І  | Пер | Н | Пор | Ш      | О  |
| --- | ---------------- | -- | --- | - | --- | ------ | -- |
| 1.  | ХК Фюссен        | 18 | 16  | 2 | 0   | 110:39 | 34 |
| 2.  | Кауфбойрен       | 18 | 11  | 1 | 6   | 84:75  | 23 |
| 3.  | Бад Тельц        | 18 | 10  | 1 | 7   | 76:48  | 21 |
| 4.  | Дюссельдорф ЕГ   | 18 | 10  | 1 | 7   | 66:57  | 21 |
| 5.  | «Маннхаймер ЕРК» | 18 | 8   | 1 | 9   | 61:73  | 19 |
| 6.  | Крефельдер ЕВ    | 18 | 7   | 1 | 10  | 64:73  | 15 |
| 7.  | Пройзен Крефельд | 18 | 7   | 1 | 10  | 58:71  | 15 |
| 8.  | ЕВ Ландсгут      | 18 | 5   | 3 | 10  | 50:73  | 13 |
| 9.  | Бад-Наугайм      | 18 | 5   | 1 | 12  | 70:102 | 11 |
| 10. | СК Ріссерзеє     | 18 | 4   | 2 | 12  | 45:71  | 10 |

Скорочення: М = підсумкове місце, І = ігри, Пер = перемоги, Н = нічиї, Пор = поразки, Ш = закинуті та пропущені шайби, О = набрані очки

## Втішний раунд
| М  | Команда          | І | Пер | Н | Пор | Ш     | О  |
| -- | ---------------- | - | --- | - | --- | ----- | -- |
| 1. | СК Ріссерзеє     | 8 | 5   | 0 | 3   | 28:15 | 10 |
| 2. | Пройзен Крефельд | 8 | 5   | 0 | 3   | 31:24 | 10 |
| 3. | ЕВ Ландсгут      | 8 | 4   | 0 | 4   | 25:30 | 8  |
| 4. | Крефельдер ЕВ    | 8 | 4   | 0 | 4   | 33:25 | 8  |
| 5. | Бад-Наугайм      | 8 | 2   | 0 | 6   | 19:44 | 4  |

Скорочення: М = підсумкове місце, І = ігри, Пер = перемоги, Н = нічиї, Пор = поразки, Ш = закинуті та пропущені шайби, О = набрані очки

## Фінальний раунд
| М  | Команда          | І | Пер | Н | Пор | Ш     | О  |
| -- | ---------------- | - | --- | - | --- | ----- | -- |
| 1. | Бад Тельц        | 8 | 5   | 1 | 2   | 36:19 | 11 |
| 2. | ХК Фюссен        | 8 | 4   | 1 | 3   | 41:23 | 9  |
| 3. | Дюссельдорф ЕГ   | 8 | 3   | 2 | 3   | 27:37 | 8  |
| 4. | «Маннхаймер ЕРК» | 8 | 3   | 1 | 4   | 20:34 | 7  |
| 5. | Кауфбойрен       | 8 | 2   | 1 | 5   | 22:33 | 5  |

Скорочення: М = підсумкове місце, І = ігри, Пер = перемоги, Н = нічиї, Пор = поразки, Ш = закинуті та пропущені шайби, О = набрані очки

## Кубок Німеччини
- СК Ріссерзеє — Пройзен Крефельд 6:4

## Найкращі по лініях

### Бомбардири
| Гравець        | Клуб        | І  | Г  |
| -------------- | ----------- | -- | -- |
| Горст Філіпп   | Бад-Наугайм | 25 | 26 |
| Манфред Гюбнер | Кауфбойрен  | 26 | 26 |
| Зігфрід Шуберт | ХК Фюссен   | 26 | 26 |

### Захисники
| Гравець          | Клуб           | І  | Г  |
| ---------------- | -------------- | -- | -- |
| Леонард Вайтль   | ХК Фюссен      | 26 | 13 |
| Отто Шнайтбергер | Дюссельдорф ЕГ | 26 | 11 |
| Ханс-Йорг Нагель | ХК Фюссен      | 26 | 6  |

## Склад чемпіонів
Бад Тельц:
- Воротарі: Тоні Клетт, Фріц Хафенштайнер
- Захисники: Ганс Шіхтль, Валтер Рідль, Гайнц Бадер, Георг Лехнер, Ервін Рідмайєр
- Нападники: Петер Лакс, Алоїс Майр, Альберт Лойбль, Руді Піттріх, Георг Еберл, Віллі Ляйтнер, Ганс Еманнсбергер, Віллі Герг, Лоренц Функ (старший), Рейнгольд Майстер, Карл Бер, Ганс Бранднер
- Тренер: Майк Даскі